# 窄軌
窄軌，又稱狹軌，是指轨距小於1435mm標準軌距的軌道。大部分的窄軌距軌道的寬度是1067公厘或762公厘等。

## 窄軌距的優缺點

### 優點
- 鋪設成本少
- 曲率半徑小
- 車廂重量較輕，機車動力不需太大
- 可用於較大的路線坡度

### 缺點
- 車廂空間較小
- 行駛速度受限，最快僅能到160km/h

## 主要窄軌軌距
- 381mm（15英寸）
- 508mm（20英寸）
- 597mm
- 600mm「德科維爾軌距」
- 610mm（24英寸=2英尺）
- 750mm
- 762mm（30英寸=2英尺6英寸）「二六」、「五分」
- 800mm
- 914mm（3英尺）
- 1000mm「米軌」
- 1067mm（3英尺6英寸）「開普軌距」
- 1240mm
- 1372mm「馬車軌距」
- 1,432毫米（4英尺8+3⁄8英寸）（俗称假窄轨，英國鐵路重新定義軌距後及早期港铁线路原有標準的轨距；可以和标准轨相通）

## 世界上的窄軌

### 中国大陆
中国大陆的国家铁路与地方铁路以标准轨为主，窄轨主要应用于地面纜車、森林铁路、工矿铁路、游乐设施等。中国最早之淞滬鐵路初筑时即为762mm。成立初期主要采用蒸汽机车，如28吨C2型、42吨C4型；现多采用内燃机车、电力机车，分别如JMY200、JMY380型；ZL20、ZL40型。

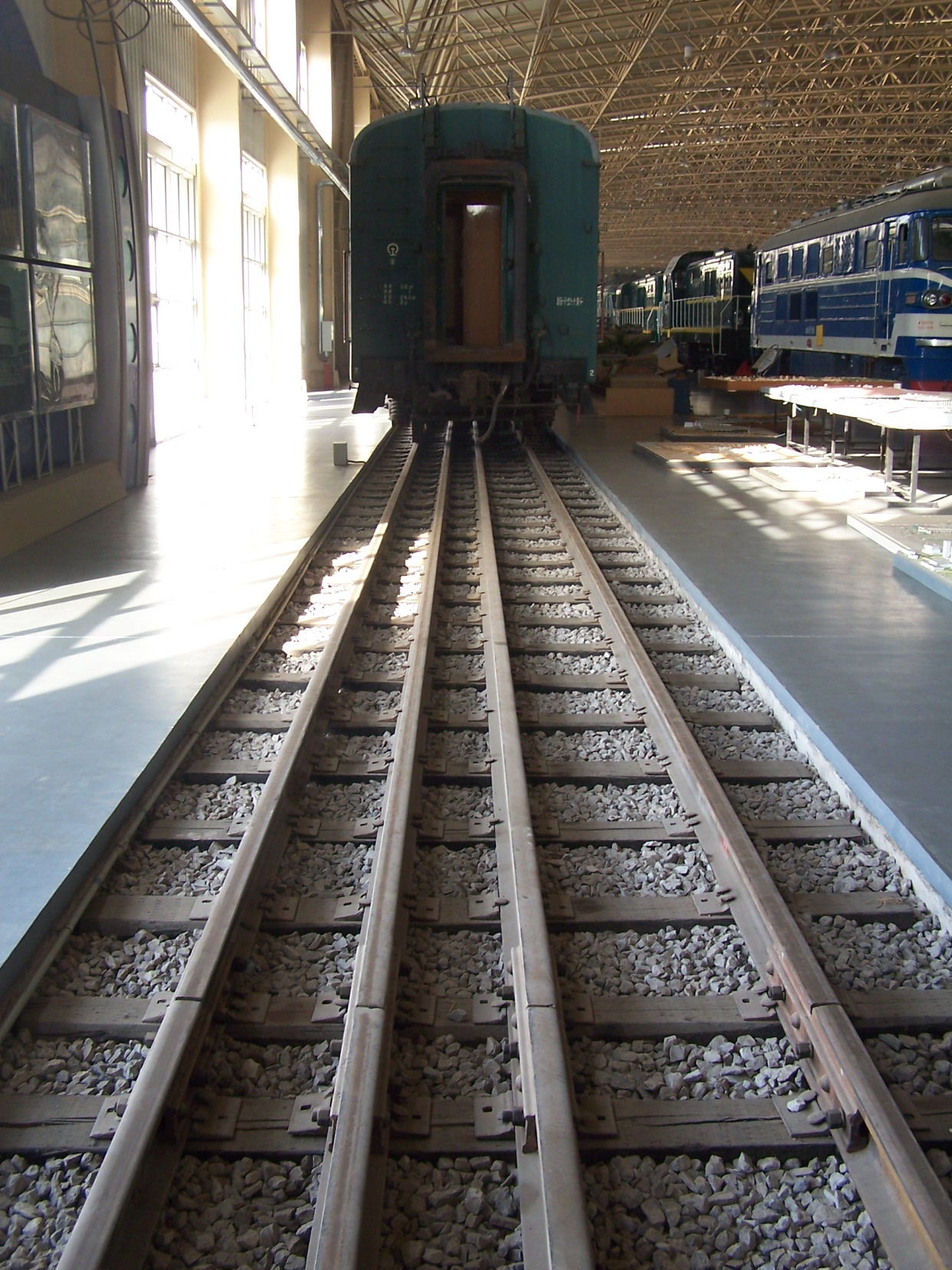
几种不同的轨距，以右侧为准，左侧铁轨自左向右依次为標準轨、米軌和云南鸡街一條旧铁路的600毫米窄轨。拍摄于中国铁道博物馆

#### 国家铁路
中华人民共和国成立之时，铁道部即有窄轨铁路，如同蒲线、云南窄轨铁路等，后大部分改为标准轨，现仅余云南昆河线。1903年至1910年法国人在云南修建的轨距为1000mm的铁路，从昆明出发蜿蜒至中越边境口岸河口，并延长至越南港口城市海防，其中云南段全长468km。从此它成为“云南十八怪”之奇景：“火车没有汽车快”，“火车不通国内通国外”。2003年昆明至河口的米轨火车客运停运，2008年6月15日米轨火车客运重新运行。路线：西至石咀站（车家碧附近），南至呈贡县的王家营。此外还曾有鸡街到石屏的600mm铁路，长176km。后相继被改为1000mm轨距。而鸡街到个旧段未能改造，1990年废止。

#### 地方铁路
现主要有河南地方铁路禹郸铁路、朝杞铁路、竖开铁路等。
采用762mm轨距的还有：湖南省的醴浏铁路、益灰铁路、郴嘉铁路；江西省的上犹铁路、景涌铁路；广东省的梅隆铁路、乳阳铁路，雲浮六都鐵路；四川省的彭白铁路、嘉阳铁路；云南省的鸡个铁路等。

#### 地面纜車
地面纜車的运输主要多分布于重庆地区或者是景区内。其中，重庆的长寿缆车原先使用的是1000mm的轨距。但因在2004年缆车发生脱轨事故造成8人受伤，后对缆车进行安全改造，将原1000mm轨距加宽至1240mm。而许多景区内部缆车，也多用窄轨建设。

#### 森林铁路
多分布在东北、内蒙、福建、江西等林产区。曾有苇河森铁（滨绥铁路支线）、江西赣南森铁、福建建西森铁（废止）等。一部分现被改建为旅游路线，或作它用。中华人民共和国建立后多采用762mm。

#### 工矿铁路
中華人民共和國有许多工矿企业采用了窄轨铁路，如北京首都钢铁集团大灰厂专用线（废止）、芭石铁路等。多采用762mm。

#### 游乐设施
中華人民共和國的景区内部小火车类游乐设施的规模不一，来由各异。小的如20世纪50年代建造的哈尔滨儿童铁路系公园内游览线路，且具有培养少年儿童之功能；又如郑州世纪欢乐园小火车为近年建造，采用新郑铁路退役之内燃机车。大的如芭石铁路，在沿线部分地区煤炭基本采完后，首先方便沿线居民出行，之后在便民基础上具有游览铁路的功能。

### 香港
原屬地鐵之港鐵觀塘綫（油麻地站至調景嶺站區間）、港島綫（上環站至柴灣站區間）、荃灣綫、將軍澳綫、東涌綫、機場快綫及迪士尼綫的軌距是1432毫米（按當時倫敦地鐵標準建造；可與標準軌相通，因二者軌距相差僅3毫米，屬港鐵安全誤差範圍內；而部分市區綫道岔，如荔景站，屬標準軌距；新建的觀塘線延綫和港島綫西延區間都是標準軌）。
香港電車的轨距是1067毫米。九廣鐵路英段（今港鐵東鐵綫）建築時期的簡易鐵路也使用窄軌（2英尺（610毫米）），但在建成後通車的營運路綫與华段一樣使用標準軌，原有的610毫米軌道移往建成了沙頭角支線，但沙頭角支線在幾年前已被拆除。

### 日本
日本鐵路運輸除了新幹線和少部份在來線使用1435mm的標準軌外，其他的鐵路大多是用窄軌建設，當中以1067mm最為普遍。同時也有1372mm的「馬車軌」及762mm的「輕便鐵道」。

### 臺灣
除了臺灣高速鐵路（标准轨）、各捷運系統之外，其他的國營臺灣鐵路股份有限公司铁路、产业轻便铁路都是窄轨。臺鐵西部干线轨距是1067mm；东部干线轨距原本是762mm，在与西部干线连接后，于1982年完成拓宽工程，拓宽为1067mm。其他的产业轻便铁路，如台糖铁路、阿里山森林鐵路，轨距以762mm为主；由於早期運行車速只有臺鐵的一半，故在臺灣又被稱做「五分車」。

### 非洲
非洲各国之铁路大多为殖民时期建设的简易窄轨铁路，独立后由于经济基础薄弱，大多数线路仍沿用窄轨。此外，为了与既有路网衔接，后续建设的新线路也多为窄轨，如中华人民共和国援建的坦赞铁路等。